# Riga (biljni rod)
Riga (rikula; lat. Eruca), manji biljni rod iz porodice kupusovki (Brassicaceae) rasprostranjen od Makronezije preko Sredozemlja na istok do Kine. 
Postoje dvije priznate vrste koje mogu biti, jednogodišnje i dvogodišnje biljke i trajnice. Najznačajnija je povrtna ili sjetvena riga, koj raste i u Hrvtskoj, a uvezena je i u obje Amerike.

## Vrste
1. Eruca foleyi (Batt.) Lorite, Perfectti, J.M.Gómez, Gonz.-Megías & Abdelaziz
2. Eruca vesicaria (L.) Cav.

## Sinonimi
- Euzomum Link
- Velleruca Pomel